# Divize 1937/1938
V soubojích 9. ročníku druhé nejvyšší fotbalové soutěže – Divize 1937/38 – se utkalo 67 mužstev v šesti skupinách každý s každým dvoukolově na podzim 1937 a na jaře 1938. Středočeská divize a Moravskoslezská divize měly po 14 účastnících, Západočeská divize a Východočeská divize měly po 10 účastnících, západní skupina Slovensko-podkarpatské divize byla jedenáctičlenná a ve východní skupině téže divize startovalo 8 mužstev.
Počet skupin se oproti předešlému ročníku zvýšil z pěti na šest, jelikož Divize českého venkova byla od této sezony hrána ve dvou skupinách – Západočeské divizi a Východočeské divizi.
Vítězové jednotlivých divizí – SK Libeň, SK Kopisty, SK Baťa Zlín a KAC Košice – se utkali společně s nejlepším týmem německého svazu (DFV der ČSAF), jímž byl Teplitzer FK z Teplic (EV Jägerndorf z Krnova skončil druhý) a AFK Bohemians (druhé místo ve Středočeské divizi, vítěz kvalifikačního předkola) v kvalifikačním turnaji o postup do Státní ligy. Do nejvyšší soutěže se probojovala mužstva SK Libeň a SK Baťa Zlín.

## Středočeská divize
| Poř. | Tým                        | Z  | V  | R | P  | VG | OG  | B  |
| ---- | -------------------------- | -- | -- | - | -- | -- | --- | -- |
| 1.   | SK Libeň                   | 26 | 19 | 4 | 3  | 99 | 38  | 42 |
| 2.   | AFK Bohemians              | 26 | 21 | 0 | 5  | 98 | 43  | 42 |
| 3.   | SK Meteor Praha VIII       | 26 | 13 | 5 | 8  | 89 | 66  | 31 |
| 4.   | SK Hvězda Košíře (N)       | 26 | 12 | 4 | 10 | 72 | 59  | 28 |
| 5.   | SK Čechie Karlín           | 26 | 12 | 4 | 10 | 71 | 61  | 28 |
| 6.   | AFK Kolín                  | 26 | 12 | 4 | 10 | 58 | 59  | 28 |
| 7.   | AFK Union Žižkov           | 26 | 13 | 1 | 12 | 82 | 73  | 27 |
| 8.   | SK Nusle                   | 26 | 11 | 4 | 11 | 68 | 69  | 26 |
| 9.   | SK Sparta Košíře           | 26 | 8  | 5 | 13 | 60 | 79  | 21 |
| 10.  | SK Viktoria Nusle          | 26 | 9  | 2 | 15 | 59 | 72  | 20 |
| 11.  | Nuselský SK                | 26 | 8  | 4 | 14 | 51 | 67  | 20 |
| 12.  | SK Kralupy nad Vltavou (N) | 26 | 6  | 7 | 13 | 49 | 70  | 19 |
| 13.  | SK Slavoj Praha VIII       | 26 | 7  | 5 | 14 | 54 | 80  | 19 |
| 14.  | SK Stará Boleslav          | 26 | 5  | 3 | 18 | 42 | 116 | 13 |

Poznámky:
- Z = Odehrané zápasy; V = Vítězství; R = Remízy; P = Prohry; VG = Vstřelené góly; OG = Obdržené góly; B = Body; (N) = Nováček (postoupivší z nižší soutěže)

|  | Kvalifikace o postup do Státní ligy 1938/39 |
|  | Kvalifikační předkolo                       |
|  | Sestup do příslušné I. A třídy 1938/39      |

## Divize českého venkova

### Západočeská divize
| Poř. | Tým                             | Z  | V  | R | P  | VG | OG | B  |
| ---- | ------------------------------- | -- | -- | - | -- | -- | -- | -- |
| 1.   | SK Kopisty                      | 18 | 14 | 2 | 2  | 49 | 22 | 30 |
| 2.   | SK České Budějovice             | 18 | 13 | 3 | 2  | 67 | 18 | 29 |
| 3.   | SK Hořovice                     | 18 | 9  | 2 | 7  | 42 | 38 | 20 |
| 4.   | SK Bílina (N)                   | 18 | 8  | 2 | 8  | 37 | 38 | 18 |
| 5.   | SK Hvězda Trnovany (N)          | 18 | 7  | 2 | 9  | 34 | 45 | 16 |
| 6.   | SK Petřín Plzeň                 | 18 | 7  | 2 | 9  | 33 | 48 | 16 |
| 7.   | SK Slavia Karlovy Vary          | 18 | 6  | 3 | 9  | 43 | 47 | 15 |
| 8.   | SK Stadion České Budějovice (N) | 18 | 6  | 1 | 11 | 32 | 47 | 13 |
| 9.   | SK Český lev Beroun (N)         | 18 | 3  | 6 | 9  | 34 | 42 | 12 |
| 10.  | SK Doudlevce (N)                | 18 | 4  | 3 | 11 | 33 | 59 | 11 |

Poznámky:
- Z = Odehrané zápasy; V = Vítězství; R = Remízy; P = Prohry; VG = Vstřelené góly; OG = Obdržené góly; B = Body; (N) = Nováček (postoupivší z nižší soutěže)

|  | Kvalifikace o postup do Státní ligy 1938/39 |
|  | Sestup do příslušné I. A třídy 1938/39      |

### Východočeská divize
| Poř. | Tým                               | Z  | V  | R | P  | VG  | OG  | B  |
| ---- | --------------------------------- | -- | -- | - | -- | --- | --- | -- |
| 1.   | AFK Pardubice (N)                 | 18 | 13 | 4 | 1  | 73  | 18  | 30 |
| 2.   | SK Explosia Semtín                | 18 | 12 | 2 | 3  | 52  | 20  | 26 |
| 3.   | Mladoboleslavský SK               | 18 | 9  | 3 | 6  | 44  | 36  | 21 |
| 4.   | SK Dvůr Králové nad Labem         | 18 | 9  | 2 | 7  | 54  | 37  | 20 |
| 5.   | SK Hradec Králové                 | 18 | 8  | 4 | 6  | 49  | 71  | 20 |
| 6.   | SK Aston Villa Mladá Boleslav (N) | 18 | 7  | 4 | 7  | 42  | 37  | 18 |
| 7.   | SK Polaban Nymburk                | 18 | 6  | 2 | 10 | 38  | 43  | 14 |
| 8.   | AFK Chrudim (N)                   | 18 | 4  | 5 | 9  | 32  | 57  | 13 |
| 9.   | SK Červený Kostelec (N)           | 18 | …  | … | …  | …28 | …62 | 9  |
| 10.  | SK Třebechovice pod Orebem (N)    | 18 | 3  | 1 | 14 | 22  | 83  | 7  |

Poznámky:
- Z = Odehrané zápasy; V = Vítězství; R = Remízy; P = Prohry; VG = Vstřelené góly; OG = Obdržené góly; B = Body; (N) = Nováček (postoupivší z nižší soutěže)

|  | Sestup do příslušné I. A třídy 1938/39 |

### Mistrovství českého venkova
SK Kopisty – AFK Pardubice 7:1 a 1:2

## Moravskoslezská divize
| Poř. | Tým                         | Z  | V  | R | P  | VG  | OG  | B  |
| ---- | --------------------------- | -- | -- | - | -- | --- | --- | -- |
| 1.   | SK Baťa Zlín                | 26 | 25 | 1 | 0  | 130 | 18  | 51 |
| 2.   | SK Hanácká Slavia Kroměříž  | 26 | 15 | 6 | 5  | 89  | 45  | 36 |
| 3.   | SK Olomouc ASO              | 26 | 15 | 5 | 6  | 86  | 42  | 35 |
| 4.   | SK Rolný Prostějov (N)      | 26 | 16 | 1 | 9  | 102 | 49  | 33 |
| 5.   | SK Arsenal Husovice         | 26 | 12 | 5 | 9  | 54  | 55  | 29 |
| 6.   | SK Ostravská Slavia Ostrava | 26 | 12 | 1 | 13 | 55  | 63  | 25 |
| 7.   | SK Přerov                   | 26 | 10 | 4 | 12 | 73  | 88  | 24 |
| 8.   | SK Moravská Slavia Brno (S) | 26 | 10 | 2 | 14 | 51  | 63  | 22 |
| 9.   | SK Žabovřesky               | 26 | 8  | 5 | 13 | 56  | 68  | 21 |
| 10.  | SK Slavia Michálkovice (N)  | 26 | 9  | 2 | 15 | 50  | 92  | 20 |
| 11.  | SK Královo Pole             | 26 | 8  | 3 | 15 | 48  | 73  | 19 |
| 12.  | SK Moravia Brno             | 26 | 6  | 6 | 14 | 53  | 86  | 18 |
| 13.  | SK Slovan Moravská Ostrava  | 26 | 7  | 4 | 15 | 49  | 91  | 18 |
| 14.  | PKS Polonia Karwina         | 26 | 5  | 3 | 18 | 40  | 103 | 13 |

Poznámky:
- Z = Odehrané zápasy; V = Vítězství; R = Remízy; P = Prohry; VG = Vstřelené góly; OG = Obdržené góly; B = Body; (N) = Nováček (postoupivší z nižší soutěže); (S) = Sestoupivší z vyšší soutěže

|  | Kvalifikace o postup do Státní ligy 1938/39 |
|  | Sestup do příslušné I. A třídy 1938/39      |

## Slovensko-podkarpatská divize

### Západní skupina
| Poř. | Tým               | Z  | V  | R | P  | VG | OG | B  |
| ---- | ----------------- | -- | -- | - | -- | -- | -- | -- |
| 1.   | FTC Fiľakovo      | 20 | 11 | 6 | 3  | 44 | 24 | 28 |
| 2.   | TTS Trenčín       | 20 | 10 | 6 | 4  | 39 | 25 | 26 |
| 3.   | TS Topoľčany (N)  | 20 | 10 | 2 | 8  | 42 | 42 | 22 |
| 4.   | ŠK Žilina         | 20 | 9  | 3 | 8  | 40 | 29 | 21 |
| 5.   | KFC Komárno       | 20 | 8  | 4 | 8  | 52 | 34 | 20 |
| 6.   | ŠK Rapid Trnava   | 20 | 9  | 2 | 9  | 42 | 40 | 20 |
| 7.   | ÉSE Nové Zámky    | 20 | 8  | 3 | 9  | 34 | 36 | 19 |
| 8.   | ŠK VAS Bratislava | 20 | 8  | 3 | 9  | 43 | 51 | 19 |
| 9.   | ZTK Zvolen        | 20 | 8  | 2 | 10 | 31 | 50 | 18 |
| 10.  | LAFC Lučenec      | 20 | 6  | 4 | 10 | 29 | 37 | 16 |
| 11.  | FC Vrútky         | 20 | 4  | 3 | 13 | 22 | 50 | 11 |

Poznámky:
- Z = Odehrané zápasy; V = Vítězství; R = Remízy; P = Prohry; VG = Vstřelené góly; OG = Obdržené góly; B = Body; (N) = Nováček (postoupivší z nižší soutěže)

|  | Přechod do nižší maďarské soutěže 1938/39 |
|  | Přechod do Mistrovství Slovenska 1938/39  |
|  | Sestup do nižší slovenské soutěže 1938/39 |

### Východní skupina
| Poř. | Tým                 | Z  | V  | R | P | VG | OG | B  |
| ---- | ------------------- | -- | -- | - | - | -- | -- | -- |
| 1.   | KAC Košice          | 14 | 11 | 1 | 2 | 41 | 14 | 23 |
| 2.   | ČsŠK Košice         | 14 | 9  | 1 | 4 | 53 | 26 | 19 |
| 3.   | SK Rusj Užhorod (S) | 14 | 8  | 0 | 6 | 42 | 32 | 16 |
| 4.   | AC Spišská Nová Ves | 14 | 6  | 1 | 7 | 41 | 35 | 13 |
| 5.   | MSE Mukačevo        | 14 | 5  | 2 | 7 | 29 | 35 | 12 |
| 6.   | ČsŠK Užhorod        | 14 | 5  | 2 | 7 | 25 | 41 | 12 |
| 7.   | BFTC Berehovo       | 14 | 4  | 1 | 9 | 23 | 43 | 9  |
| 8.   | UAC Užhorod (N)     | 14 | 2  | 4 | 8 | 16 | 44 | 8  |

Poznámky:
- Z = Odehrané zápasy; V = Vítězství; R = Remízy; P = Prohry; VG = Vstřelené góly; OG = Obdržené góly; B = Body; (N) = Nováček (postoupivší z nižší soutěže); (S) = Sestoupivší z vyšší soutěže

|  | Kvalifikace o postup do Státní ligy 1938/39 |
|  | Přechod do Mistrovství Slovenska 1938/39    |
|  | Přechod do nižší maďarské soutěže 1938/39   |

### Mistrovství Slovenska
KAC Košice – FTC Fiľakovo 0:0 a 3:1

## Kvalifikační turnaj o postup do Státní ligy

### Kvalifikační předkolo
AFK Bohemians – EV Jägerndorf (Krnov) 8:1 a 7:1

### Konečná tabulka
| Poř. | Tým           | Z  | V | R | P | VG | OG | B  |
| ---- | ------------- | -- | - | - | - | -- | -- | -- |
| 1.   | SK Libeň      | 10 | 7 | 2 | 1 | 28 | 13 | 16 |
| 2.   | SK Baťa Zlín  | 10 | 7 | 1 | 2 | 42 | 14 | 15 |
| 3.   | AFK Bohemians | 10 | 5 | 2 | 3 | 25 | 17 | 12 |
| 4.   | SK Kopisty    | 10 | 3 | 1 | 6 | 11 | 35 | 7  |
| 5.   | Teplitzer FK  | 10 | 1 | 4 | 5 | 20 | 28 | 6  |
| 6.   | KAC Košice    | 10 | 1 | 2 | 7 | 12 | 31 | 4  |

|  | Postup do Státní ligy 1938/39             |
|  | Setrvání v divizi                         |
|  | Přechod do nižší maďarské soutěže 1938/39 |